# Флаг Ханты-Мансийска
Флаг муниципального образования город Ха́нты-Манси́йск Ханты-Мансийского автономного округа — Югры Тюменской области Российской Федерации.
Ныне действующий флаг утверждён 27 декабря 2002 года и внесён в Государственный геральдический регистр Российской Федерации с присвоением регистрационного номера 988.
Флаг муниципального образования город Ханты-Мансийск является официальным символом муниципального образования.

## Предыдущий флаг
Первый флаг города Ханты-Мансийска был утверждён 6 сентября 2000 года.

### Описание флага
«Флаг города Ханты-Мансийск представляет собой прямоугольное полотнище, разделённое по горизонтали на три равновеликие полосы (верхняя — сине-голубая, центральная — жёлтая, нижняя — зелёная), несущее в нижней части элемент с изображением белой птицы (белый журавль, стерх) с распростёртыми крыльями. На голубом фоне над белой птицей размещены три снежинки белого цвета. Отношение высоты полотнища (по древку) к общей длине — 1:2. Отношение расстояния от древка до геометрического центра силуэта белой птицы, ширины и высоты силуэта белой птицы — соответственно 3:4, 11:40, 1:8. При вертикальном расположении (вывешивании, воспроизведении) полотнища сине-голубая полоса находится слева от зрителя. Символика флага города воспроизводит символику герба города.»

## Действующий флаг

### Описание флага
27 декабря 2002 года, решением Думы города Ханты-Мансийска № 176, был утверждён ныне действующий флаг.

Флаг Ханты-Мансийска представляет собой прямоугольное полотнище 2 на 3 метра, разделённое по горизонтали на три полосы равной ширины — голубую, жёлтую и зелёную. Посередине полотнища размещена зелёная полоса, которая имеет выступ сложной формы, соответствующий фигурам городского герба — ели и обрамляющим её клиньям. На голубой полосе в центре помещены три снежинки, а на зелёной — белый силуэт летящего вверх стерха.

16 декабря 2005 года, решением Думы города Ханты-Мансийска № 147, была утверждена новая редакция Положения о флаге города в котором было изменено описание флага:

Флаг города — опознавательно-правовой знак, составленный и употребляемый в соответствии с вексиллологическими правилами, представляет собой прямоугольное полотнище с соотношением сторон 2:3, разделённое по горизонтали на три полосы равной ширины — голубую, жёлтую и зелёную, посередине полотнища зелёная полоса имеет выступ сложной формы, соответствующий фигурам городского герба — ели и обрамляющим её клиньям. Голубая полоса несёт в центре изображение трёх белых звездообразных фигур (снежинок), а зелёная полоса — белый силуэт летящего вверх стерха. Флаг города разработан на основании герба муниципального образования и воспроизводит его символику.

### Символика флага
Голубая полоса символизирует пространство воды и неба. Расположенные на ней три снежинки символизируют принадлежность к северным городам и долгую снежную зиму.
На фоне жёлтой полосы размещены три ели зелёного цвета, крайние ели изображены в виде чумов. Жёлтый цвет (золото) символизирует богатство, справедливость и великодушие. Зелёный цвет символизирует тайгу, окружающую город.
На зелёном фоне изображена символическая белая птица (белый журавль, стерх) с распростёртыми крыльями, как бы охватывающими всю сферу. Белая птица символизирует собой чистоту, уникальность географического положения города.